# Апачі (Оклахома)
Апачі (англ. Apache) — місто (англ. town) в США, в окрузі Каддо штату Оклахома. Населення — 1034 особи (2020).

## Географія
Апачі розташоване за координатами 34°53′37″ пн. ш. 98°21′31″ зх. д. / 34.89361° пн. ш. 98.35861° зх. д. (34.893597, -98.358613).  За даними Бюро перепису населення США в 2010 році місто мало площу 5,25 км², з яких 5,22 км² — суходіл та 0,03 км² — водойми.

### Клімат
| Клімат : Апачі           | Клімат : Апачі | Клімат : Апачі | Клімат : Апачі | Клімат : Апачі | Клімат : Апачі | Клімат : Апачі | Клімат : Апачі | Клімат : Апачі | Клімат : Апачі | Клімат : Апачі | Клімат : Апачі | Клімат : Апачі | Клімат : Апачі |
| Показник                 | Січ.           | Лют.           | Бер.           | Квіт.          | Трав.          | Черв.          | Лип.           | Серп.          | Вер.           | Жовт.          | Лист.          | Груд.          | Рік            |
| Середній максимум, °C    | 9,8            | 12,9           | 18,5           | 23,8           | 27,8           | 32,1           | 35,6           | 34,9           | 30,2           | 24,6           | 17,0           | 11,2           | 23,2           |
| Середній мінімум, °C     | −3,1           | −0,7           | 4,2            | 9,5            | 14,3           | 18,8           | 21,2           | 20,7           | 16,6           | 10,4           | 4,2            | −1,2           | 9,6            |
| Норма опадів, мм         | 28             | 36             | 61             | 66             | 127            | 99             | 51             | 61             | 97             | 71             | 46             | 30             | 772            |
| ------------------------ | -------------- | -------------- | -------------- | -------------- | -------------- | -------------- | -------------- | -------------- | -------------- | -------------- | -------------- | -------------- | -------------- |
| Джерело: Weatherbase.com |                |                |                |                |                |                |                |                |                |                |                |                |                |

## Демографія
Згідно з переписом 2010 року, у місті мешкали 1444 особи в 597 домогосподарствах у складі 372 родин. Густота населення становила 275 осіб/км².  Було 694 помешкання (132/км²).
Расовий склад населення:
| - 65,6 % — білих - 27,6 % — корінних американців - 0,3 % — вихідців з тихоокеанських островів - 0,3 % — чорних або афроамериканців - 0,2 % — азіатів |

До двох чи більше рас належало 5,6 %. Частка іспаномовних становила 4,6 % від усіх жителів.
За віковим діапазоном населення розподілялося таким чином: 25,5 % — особи молодші 18 років, 57,9 % — особи у віці 18—64 років, 16,6 % — особи у віці 65 років та старші. Медіана віку мешканця становила 39,1 року. На 100 осіб жіночої статі у місті припадало 95,4 чоловіків;  на 100 жінок у віці від 18 років та старших — 91,1 чоловіків також старших 18 років.
Середній дохід на одне домашнє господарство  становив 48 842 долари США (медіана — 32 837), а середній дохід на одну сім'ю — 53 414 долари (медіана — 36 357). Медіана доходів становила 35 083 долари для чоловіків та 21 750 доларів для жінок. За межею бідності перебувало 25,0 % осіб, у тому числі 31,7 % дітей у віці до 18 років та 11,7 % осіб у віці 65 років та старших.
Цивільне працевлаштоване населення становило 428 осіб. Основні галузі зайнятості: освіта, охорона здоров'я та соціальна допомога — 29,2 %, будівництво — 16,6 %, роздрібна торгівля — 11,9 %, виробництво — 10,3 %.